# 2020年重庆永川煤矿事故
2020年重庆永川煤矿事故是2020年12月4日下午五点左右發生在中華人民共和國重庆市永川区吊水洞煤矿的一起一氧化碳超限事故。造成24名矿工被困井下，最终造成23死。

## 背景
事故發生的吊水洞煤礦為高瓦斯礦井，始建於1975年，最初為公有煤礦。1998年轉制為私營企業。2012年6月4日，吊水洞煤矿发生顶板事故，造成1人死亡。2013年3月25日，吊水洞煤礦發生井下硫化氫中毒事故，造成3人死亡、2人受傷。在此次事故發生前，吊水洞煤矿已關閉停產2個月。此外該煤礦還因安全隐患被多次罰款。該煤礦采矿许可证有效期限截至2020年8月16日。

## 事件经过
2020年12月4日，事故发生，造成23人遇难，另有1人获救。应急管理部派出由副部长、国家煤矿安全监察局局长黄玉治带队的工作组赶赴现场指导处置。国务院安委会对此次事故查处进行挂牌督办。
12月6日，国务院安委办对重庆市政府进行安全生产约谈。

## 原因
事故初步分析是企业自行拆除井下设备时违规动火作业引发火灾，发生一氧化碳超限事故。